# 道生縣 (內布拉斯加州)
道森縣（英語：Dawson County）是美國內布拉斯加州南部的一個縣。面積2,640平方公里。根據美國2000年人口普查，共有人口24,365人。縣治萊辛頓（Lexington）。
成立於1860年。縣名紀念兰开斯特首位邮政局长雅各布·道森。